# Лама Сопа
Тхубтен Сопа Ринпоче (тиб. ཐུབ་བསྟན་བཟོད་པ་, Вайли thub-bstan bzod-pa; 3 декабря 1946, Тхами, Кхумбу, Непал — 13 апреля 2023), известный как Лама Сопа — наставник тибетского буддизма традиции гелуг. Известен как буддийский наставник, автор ряда книг и духовный глава международной сети буддийских центров Фонда поддержания махаянской традиции.

## Биография
Выходец из семьи шерпа, в детстве Лама Сопа был признан тулку Лаудо-ламы, ламы традиции ньингма, медитировавшего в пещере над деревней Тхами (отсюда титул «Ринпоче»). Предшественник Лаудо-ламы в линии перерождений принадлежал к традиции сакья.
Лама Сопа принял монашеский постриг в монастыре Дунгкар в Тибете, где он поселился в 1957 году. После Тибетского восстания 1959 года он был вынужден бежать в Индию из-за давления китайской армии на монастыри. Его духовный учитель, геше Рабтен, вверил его заботе Ламы Еше. Лама Сопа получил учения от многих высоких лам, в том числе от Далай-ламы XIV и его наставников.
В 1970-х годах в Северной Индии Лама Сопа и его учитель встретились с американкой Зиной Рашевской, внучкой Сергея Рашевского, и по её настоянию стали обучать её в буддизму. Круг западных последователей вскоре вырос и лёг в основу будущей организации Фонда поддержания Махаянской традиции. В 1973 году вместе с Ламой Еше Лама Сопа стал основателем монастыря Копан в Непале, недалеко от Катманду, который уделял особое внимание обучению иностранцев. Это был первый из будущей сети центров ФПМТ. С марта 1984 года, когда умер Лама Еше, Лама Сопа занял место духовного наставника ФПМТ.
Книги Ламы Сопа публикуются главным образом в издательстве Wisdom Publications. Несколько книг было опубликовано в переводе с английского на русский издательством «Открытый мир». Его наиболее обширная биография была составлена Джамьянг Вангмо и опубликована под названием «Лаудо-лама».
В 1986 году Лама Сопа встречался с предыдущим Панчен-ламой в Непале, а позже в Тибете.
Лама Сопа Ринпоче продолжал давать учения по всему миру до конца жизни, от Австралии и Непала до Европы, США и Южной Америки. Дважды, в 2003 и 2015 годах, Сопа Ринпоче посещал Россию с учениями.
В мае 2017 года Лама Сопа Ринпоче посетил Москву и Элисту с обширными учениями по традиции мастеров Кадам и преобразованию ума (тиб. лориг), а также процессу умирания и перерождения, и даровал несколько тантрических посвящений, в том числе посвящение Будды Медицины в Москве. К визиту был приурочен выход новой книги Ламы Сопы Ринпоче «Счастливая смерть, удачное перерождение: Как помочь близкому этого достичь» на русском языке.
Помимо заботы о буддийских центрах и чтения наставлений по всему миру, Лама Сопа Ринпоче поддерживал ряд крупных проектов по оказанию помощи тибетским беженцам в Индии и монахам в тибетских монастырях на юге Индии. В рамках ФПМТ были организованы хосписы и клиники, ныне развиваются образовательные проекты и создаются новые сакральные объекты тибетского буддизма: танки, ступы, молитвенные барабаны и так далее. В 2010 году был удостоен монгольского ордена «Полярная звезда» за большой вклад в дело восстановления буддизма в Монголии.
С 10 апреля 2023 года Лама Сопа находился в горах долины Цум. Из-за горной болезни было принято решение срочно спустить его в Катманду. 13 апреля 2023 года в 9:30 по непальскому времени главный врач в больнице Каруна диагностировал остановку дыхания. Реанимационная бригада некоторое время пыталась спасти Ринпоче, но безуспешно.